# Infiniti Q60
L'Infiniti Q60 est une automobile du constructeur automobile japonais Infiniti produite à partir de 2014, et la deuxième génération du coupé G37. Elle est commercialisée fin 2008 en Europe en coupé et en cabriolet. Une seconde génération est lancée pour 2016.

## Première génération (2014-2016)

### Coupé

#### Motorisations
Le Q60 Coupé dispose de deux moteurs, un pour le marché nord-américains, et un pour l'Europe :
- V6 3,7 L 320 ch (Europe).
- V6 3,7 L 330 ch (Amérique du Nord).

Il existe en boîte six rapports ou auto avec sept rapports.

### Cabriolet
L'Infiniti Q60 Cabriolet est la version coupé-cabriolet du coupé Q60 et est lancée à l'été 2009, sous le nom de G37 en même temps en Amérique du Nord et en Europe. Il est renommé Q60 en 2014.

### Motorisations
Il reprend le V6 essence de la berline et du coupé :
- V6 3,7 L 325 ch.

Il dispose d'une boîte auto à sept rapports.

## Seconde génération (2016-)

### Coupé

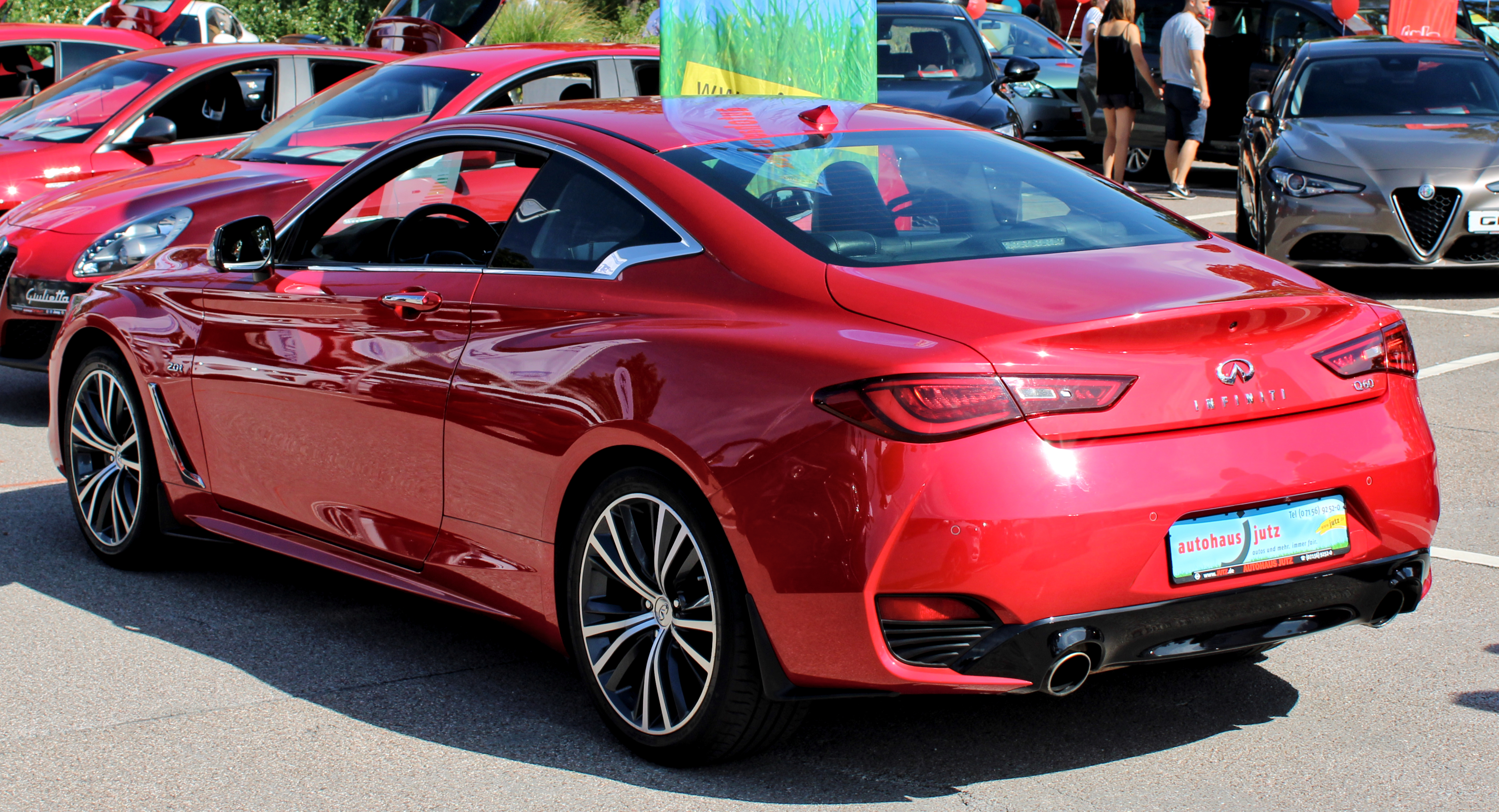
vue de l'arrière

La seconde génération de l'Infiniti Q60 a été dévoilée dans sa version coupé au Salon de Détroit 2016 par Carlos Ghosn, le PDG de Renault-Nissan.

### Project Black S

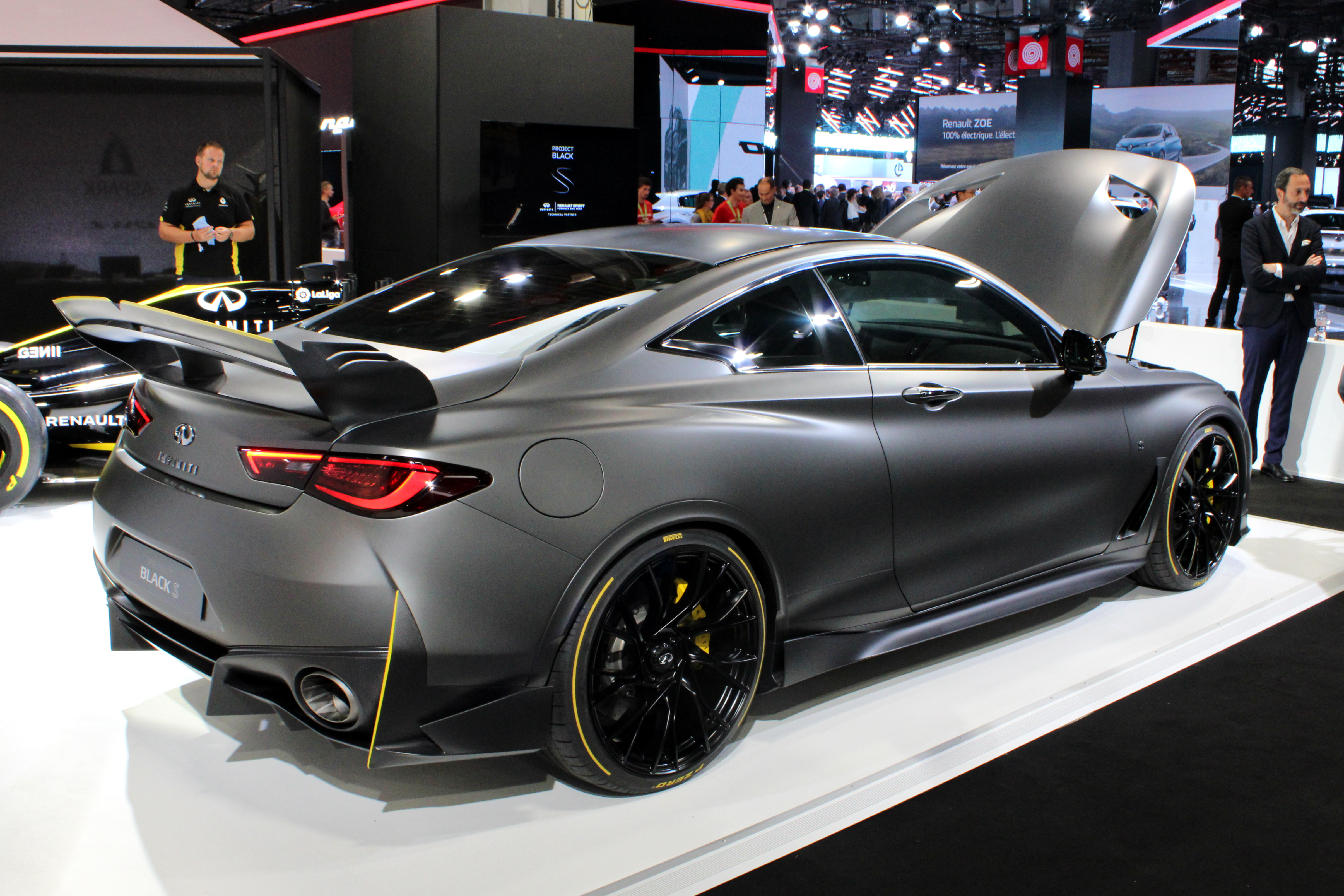
Vue arrière

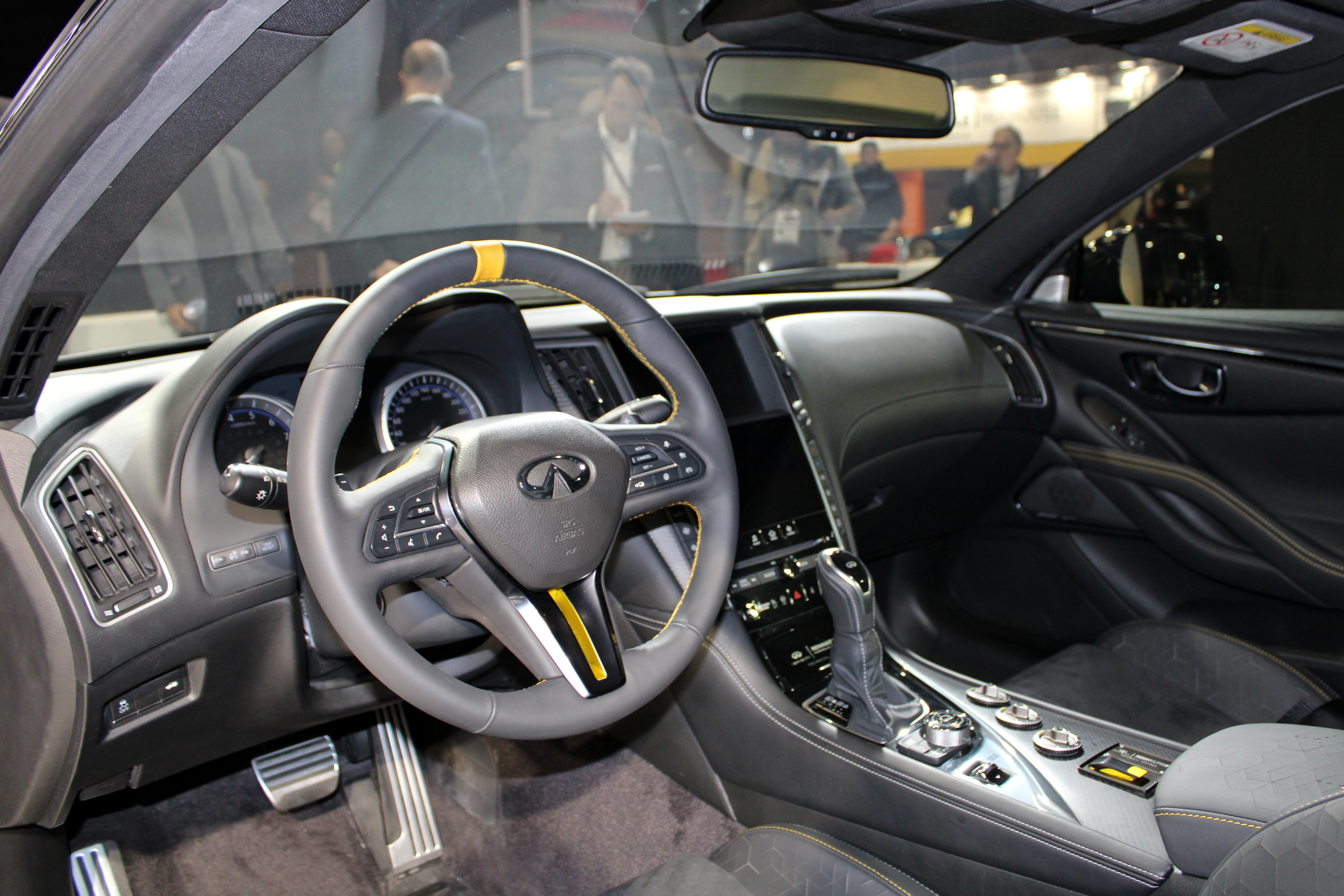
Intérieur

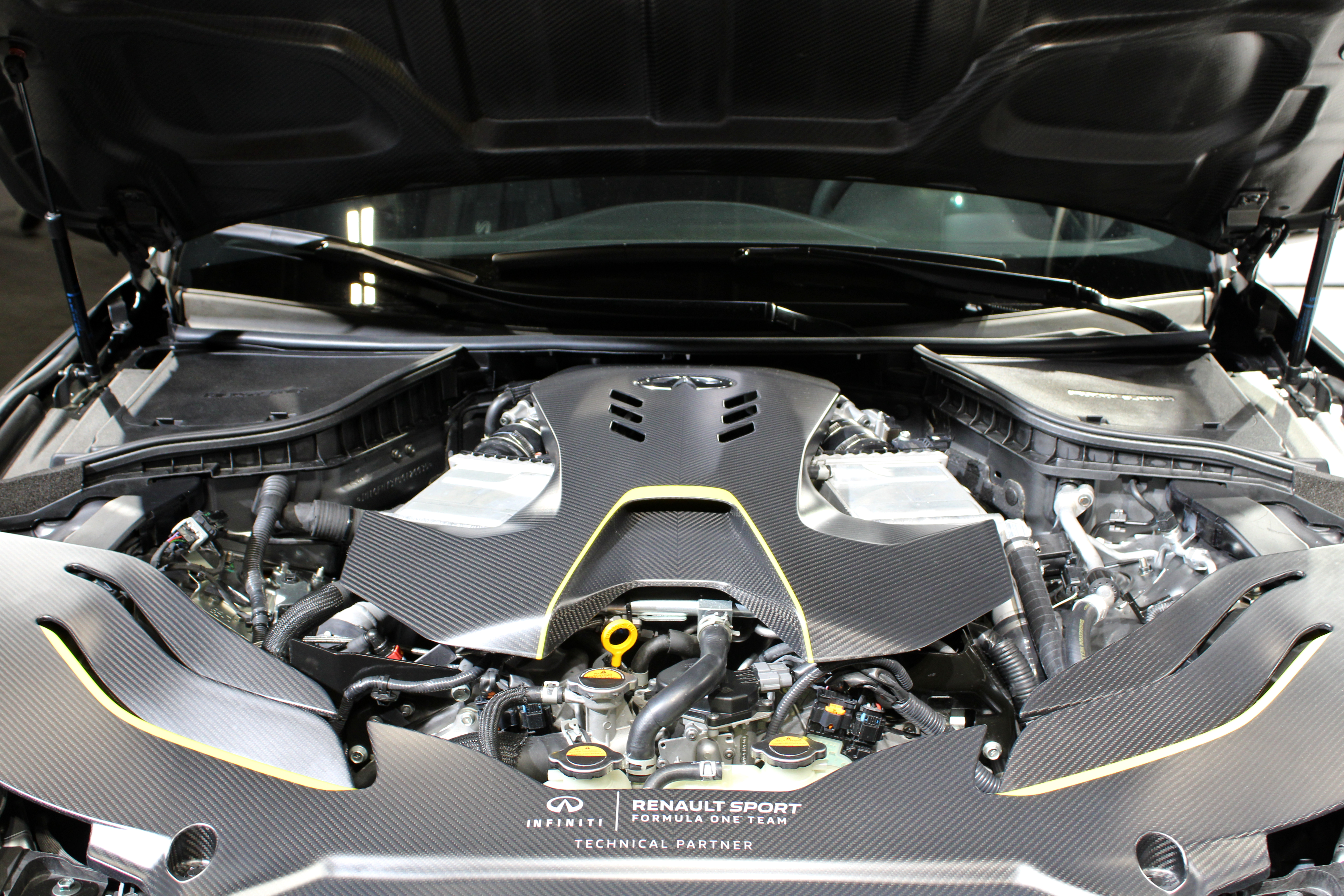
moteur

En octobre 2018, Infiniti dévoilera au stand "Mondial Limited" du Mondial Paris Motor Show 2018 un concept-car basé sur le coupé Q60, le Q60 Project Black S. Il se distingue par son bouclier avant agrémenté de larges prises d'air. Il possède un moteur de 563 ch issu d'un système hybride reprenant des technologies de la F1. Infiniti avait promis une version de série qui ne verra jamais le jour à cause de l’échec commercial de la Q60.